# معركة دياربكر (1511)
معركة ديار بكر (1511) — معركة بين المماليك والصفويين في إقليم ديار بكر ووقعت عام 1511 وانتهت بانتصار صفوي حاسم وهزيمة المماليك وقتل قادهم في تلك المعركة سدان الحبشي

## معركة
في أبريل 1511، وقع اشتباك حدودي بين المماليك والصفويين. اخترق سادان الحبشي الحدود لغرض الاستطلاع ودخل أراضي ديار بكر. في ذلك الوقت، علم بذلك مراد بك أوستاكلو، الملقب ديلي دوراج، الذي كان يصطاد في المرج، وهاجم جيش سادان الحبشي. في بداية المعركة قُتل سدان الحبشي على يد مراد بك أوستاكلو، وفي نهاية المعركة قُتل 180 جنديًا مملوكيًا ، وتم أسر 20، وهرب الباقون. ذهب معظم الأسرى إلى الجانب الصفوي . ولكن كان هناك ثلاثة حبشيين يريدون العودة إلى بلادهم. تم إطلاق سراحهم من الأسر بأمر من الشاه اسماعيل .

## بعد المعركة
أرسل الشاه إسماعيل على الفور مبعوثًا اسمه حمزة خليفة إلى سلطان مصر قانصوه الغوري . عندما سمع قانصوه الغوري أن الصفويين انتصروا في المعركة، أرسل على الفور رسله إلى الشاه إسماعيل . وفقًا لعبدي باي، في شتاء عام 1511، جاء مبعوث قانصوه الغوري إلى مدينة قم ، ومثل أمام الشاه إسماعيل وهنأه نيابة عن قانصوه الغوري بفتح خراسان .